# Orhan Kemal
Orhan Kemal, född 1914, död 1970, var en turkisk författare. Kemal gav ut en rad populära romaner, varav de mest betydande är de delvis självbiografiska Baba Evi ("Fars hus", 1949) och Avare Yıllar ("Vandringsår", 1950). Hans verk har en uppfriskande äkthet och kännetecknas av ett utmärkt språk, men går sällan på djupet.